# Roman Sabler
Roman Sabler (* 4. September 1995) ist ein slowakischer Fußballspieler.

## Karriere
Sabler begann seine Karriere beim FK AS Trenčín. Im März 2014 stand er gegen den FK Dukla Banská Bystrica erstmals im Profikader von Trenčín, kam jedoch zu keinem Einsatz. Zur Saison 2014/15 wechselte er zum Ligakonkurrenten DAC Dunajská Streda. Im Juli 2014 debütierte er in der Fortuna liga, als er am ersten Spieltag jener Saison gegen Trenčín in der 57. Minute für Alan Kováč eingewechselt wurde. Im selben Monat erzielte er bei einem 1:1-Remis gegen den MFK Ružomberok sein erstes Tor in der höchsten slowakischen Spielklasse. Bis Saisonende kam er zu 26 Einsätzen in der Fortuna liga, in denen er drei Tore erzielte.
Zur Saison 2015/16 wurde er an den Ligakonkurrenten FO ŽP ŠPORT Podbrezová verliehen. Für Podbrezová kam er zu 23 Einsätzen in der Liga, in denen er drei Tore erzielte. Nach dem Ende der Leihe kehrte er zur Saison 2016/17 zunächst zu Dunajská Streda zurück. Nach einem Spiel für den Verein wurde er im Juli 2016 erneut verliehen, diesmal an den TJ Spartak Myjava. Für Myjava kam er zu sechs Einsätzen in der Fortuna liga und blieb dabei ohne Treffer. In der Winterpause der Saison 2016/17 zog sich der Verein aus der Liga zurück, woraufhin er vorzeitig zu Dunajská Streda zurückkehrte.
Zur Saison 2017/18 wurde Sabler an den Zweitligisten FC ŠTK Fluminense Šamorín verliehen. Nach der Saison 2017/18 wurde er fest verpflichtet. In seinen eineinhalb Jahren bei Šamorín kam er zu 42 Einsätzen in der 2. Liga, in denen er fünf Tore erzielte. Im Februar 2019 wechselte er nach Österreich zum Regionalligisten FC Stadlau. Für Stadlau absolvierte er bis zum Ende der Saison 2018/19 14 Spiele in der Regionalliga, in denen er drei Tore erzielte. Zu Saisonende musste er mit dem Verein als Vorletzter aus der Regionalliga Ost absteigen.